# ألبرت داونينج
ألبرت داونينج (بالإنجليزية: Albert Downing)‏ هو لاعب اتحاد الرغبي نيوزلندي، ولد في 12 يوليو 1886 في Napier Port ‏ في نيوزيلندا، وتوفي في 8 أغسطس 1915 في تركيا.

## وصلات خارجية
- ألبرت داونينج عل موقع إسبنسكروم (الإنجليزية)